# Nižegorodskij mašinostroitel'nyj zavod
La Nižegorodskij mašinostroitel'nyj zavod (in russo Нижегородский машиностроительный завод?, "Fabbrica di costruzione di macchine di Nižnij Novgorod", sigla NMZ) è un grande impianto industriale di produzioni meccaniche pesanti e armamenti, situato a Nižnij Novgorod, in Russia. Entrato in funzione nel 1932 nel quadro del programma di industrializzazione forzata in Unione Sovietica, in origine era denominato "Fabbrica per la costruzione di macchine di Gor'kij" (in russo Горьковский машиностроительный завод?), mentre negli anni precedenti la seconda guerra mondiale prese il nome di Fabbrica N° 92 (in russo Завод № 92?), denominazione che mantenne fino alla dissoluzione dell'Unione Sovietica.
Nel periodo bellico, lo stabilimento, a cui era collegato l'ufficio tecnico diretto da Vasilij Gavrilovič Grabin, divenne uno dei centri produttivi sovietici più importanti, costruendo buona parte dei pezzi d'artiglieria e cannoni per carri armati dell'Armata Rossa. Dopo essere rimasto un impianto fondamentale del complesso militare-industriale sovietico, anche nella nuova Federazione russa, la fabbrica di Nižnij Novgorod conserva importanza, producendo per l'esercito russo, artiglieria, munizioni e sistemi missilistici antiaerei. Per questo motivo l'azienda è stata sottoposta a sanzioni da parte delle potenze occidentali dopo l'inizio della guerra russo-ucraina.

## Storia
Lo stabilimento di Nižnij Novgorod, in quell'epoca chiamata Gor'kij, ebbe origine nel 1932 con la fondazione della nuova fabbrica con il nome di "Impianto dell'Unione per la costruzione di macchine Novoje Sormovo", secondo un programma di ampliamento e potenziamento dello storico impianto di macchinari e armamenti dell'epoca zarista di Krasnoe Sormovo N° 112. La nuova fabbrica avrebbe dovuto incrementare la progettazione, lo sviluppo e la produzione di macchinari pesanti e soprattutto di artiglierie moderne per l'Armata Rossa in corso di rafforzamento di fronte alle crescenti minacce internazionali all'Unione Sovietica. Nel 1934, per migliorare la capacità di sviluppo e di innovazione, venne organizzato all'interno della struttura dello stabilimento un ufficio separato di progettazione di armamenti, soprattutto cannoni per l'esercito, che, diretto dall'ingegnere militare Vasilij Gavrilovič Grabin, sarebbe stato in grado negli anni seguenti e soprattutto nel periodo della seconda guerra mondiale di ideare nuovi modelli moderni ed efficienti, con prestazioni spesso migliori degli equipaggiamenti della Wehrmacht tedesca.

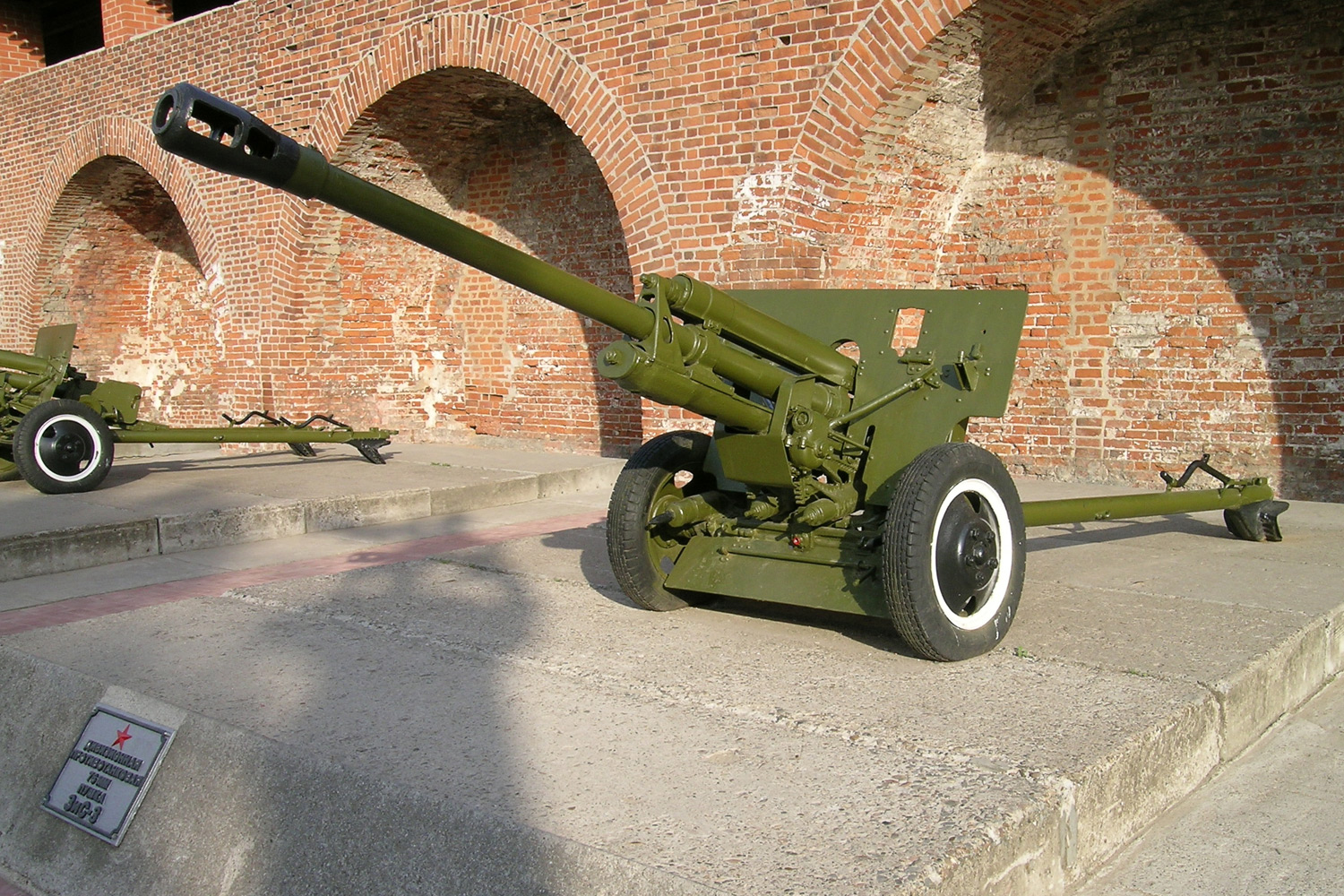
Il cannone divisionale prodotto a Gor'kij, modello ZiS-3.

Nei primi anni della sua esistenza lo stabilimento meccanico di Gor'kij cambiò più volte denominazione ufficiale e quindi venne indicato prima come "Impianto per la costruzione di macchine di Gor'kij" e poi con il nome generico di "Fabbrica di artiglieria N° 92"; inoltre lo stabilimento venne dedicato direttamente a Stalin e quindi divenne la Fabbrica N° 92 "in onore di Stalin", in russo Завод имени Сталина?, traslitterato Zavod imeni Stalina (in sigla ZiS). Per questo motivo i modelli di cannoni progettati e prodotti nella fabbrica di Gor'kij avrebbero ricevuto, durante la seconda guerra mondiale, la sigla ZiS come codice identificativo, seguita da un numero progressivo.
Durante la seconda guerra mondiale la Fabbrica N° 92 produsse oltre 100.000 cannoni dando un contributo fondamentale al potenziamento e alla modernizzazione dell'artiglieria dell'Armata Rossa che sui campi di battaglia del Fronte orientale si sarebbe dimostrata l'arma sovietica più potente e distruttiva. I modelli più importanti progettati e costruiti principalmente nello stabilimento di Gor'kij, furono il 57 mm M1943 (ZiS-2), il 76,2 mm M1936, il 76,2 mm M1939 (F-22),  il 122 mm M1938, e soprattutto l'eccellente cannone divisionale 76 mm M1942 (ZiS-3), che avrebbe costituito il pezzo d'artiglieria campale tipico delle divisioni sovietiche. Inoltre lo stabilimento progettò e produsse anche i cannoni per carri armati che equipaggiarono il T-34/76, che era armato con il 76 mm M1940 F-34 (ZiS-5), e il successivo T-34/85 che nella sua versione più numerosa, era armato con il ZiS-53 85 mm, derivato dal cannone antiaereo 52-K, sempre costruito a Gor'kij.

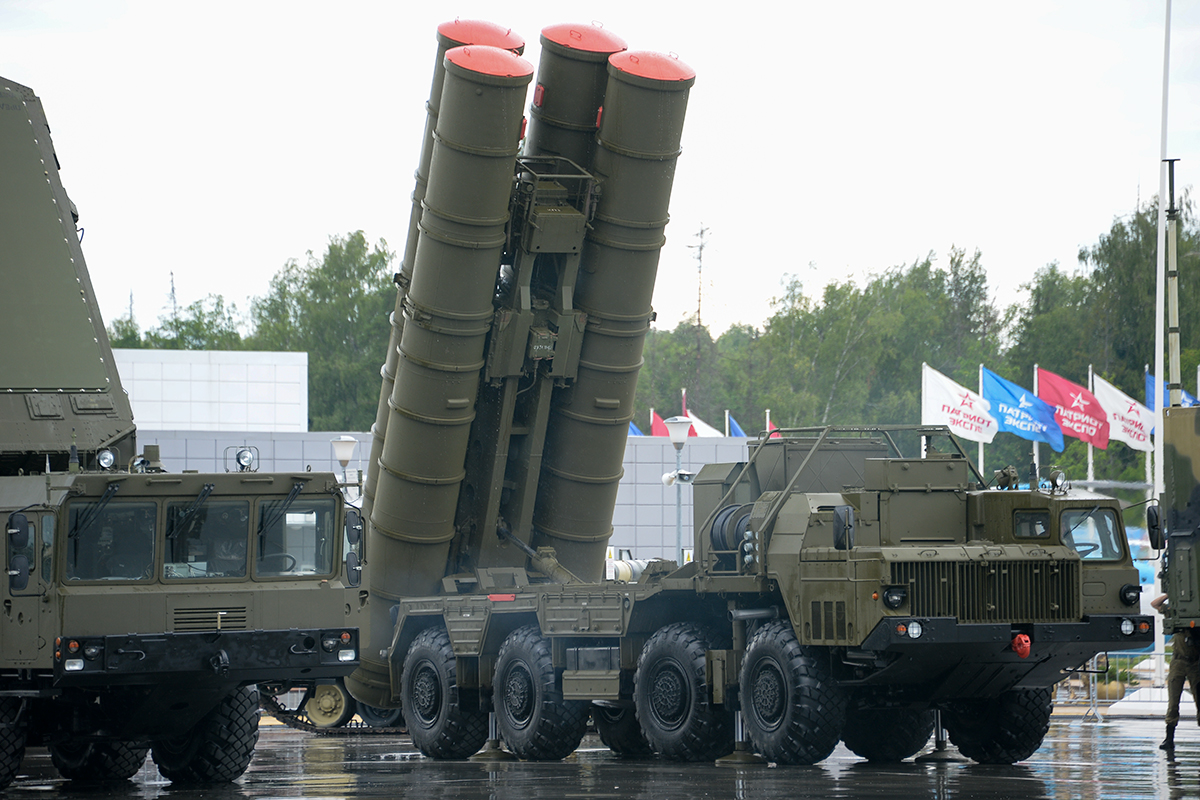
Sistema missilistico anti-aereo S-400.

Dopo la fine della seconda guerra mondiale la fabbrica di Gork'ij iniziò un programma di riconversione parziale cercando di sviluppare ed espandere nuove attività produttive non strettamente collegate all'industria degli armamenti; venne quindi iniziata alla fine degli anni quaranta la produzione di macchinari per l'industria petrolifera mentre, su decisione dei dirigenti supremi dell'Unione Sovietica, lo stabilimento creò una sezione di progettazione di reattori nucleari ed entrò a fa parte delle aziende sovietiche collegate al comitato statale per l'energia atomica. Insieme a queste nuove attività, la Fabbrica N° 92 continuò a far parte del gigantesco complesso militare-industriale dell'Unione Sovietica impegnato nelle competizione della Guerra fredda. L'impianto fu attivo nella produzione di cannoni antiaerei 57 mm S-60 e di parti dei sistemi antiaerei mobili ZSU-23-4 Shilka e 2K22 Tunguska, di artiglieria navale, artiglieria leggera e mortai; inoltre negli anni settanta partecipò alla produzione anche del cannone ad alte prestazioni 2A46 per i nuovi carri armati T-72 e T-80. Negli anni cinquanta e sessanta inoltre l'azienda iniziò a produrre materiali per antenne radar per difesa aerea e missilistica, macchinari per il controllo di oggetti spaziali e radiotelescopi; negli anni settanta e ottanta infine, oltre a espandere le attività civili con produzioni di elettrodomestici di consumo, la fabbrica di Gork'ij partecipò alla costruzione dei nuovi sistemi missilistici anti-aerei modello S-300.
Dopo la dissoluzione dell'Unione Sovietica, la fabbrica, che ha assunto la denominazione di "Nižegorodskij mašinostroitel'nyj zavod", in connessione con il ritorno al vecchio nome della città, è stata privatizzata nel 1994, divenendo una società per azioni. Negli anni seguenti l'azienda ha subito, come molte altre attività industriali nella nuova Federazione russa, numerose ristrutturazioni finanziarie e amministrative. Dal punto di vista produttivo, la sua partecipazione alle costruzioni collegate all'industria della difesa si sono ridotte; la NMZ partecipa ancora alla sviluppo di materiali d'artiglieria e dei sistemi missilistici anti-aerei del modello S-400 ma soprattutto è attiva nei campo della costruzione di macchinari per l'industria petrolifera, di dispositivi per l'ingegneria, di reattori nucleari per navi. La fabbrica inoltre produce anche apparecchiature per riscaldamento, sollevatori semoventi, macchinari per l'industria automobilistica e per l'agricoltura.
Nel dicembre 2022, a seguito dell'invasione russa dell'Ucraina, la fabbrica è stata inclusa nella lista delle aziende sanzionate dall'Unione Europea e dalla Svizzera per il suo contributo attivo all'equipaggiamento dell'esercito russo attraverso la fornitura dei sistemi missilistici antiaerei.  Allo stesso modo, l'impianto è soggetto a sanzioni da parte di Stati Uniti, Canada, Australia e Giappone.

## Onorificenze
Sovietiche